# Сіроштан Петро
Сіроштан Петро (1863) — український кобзар.
В 1887 р. познайомився з О. Сластіоном в с. Ладинці, Козелецького повіту, на Чернігівщині і написав з нього п'ятий за черги кобзарський портрет.
В репертуарі Петра Сіроштана було три думи:
1. Олексій Попович
2. Бідна вдова й три сини
3. Сестра і брат.